# Дипалладийскандий
Дипалладийскандий — бинарное неорганическое соединение, интерметаллид
палладия и скандия
с формулой Pd2Sc,
кристаллы.

## Получение
- Сплавление стехиометрических количеств чистых веществ:

{\displaystyle {\mathsf {2Pd+Sc\ {\xrightarrow {1430^{o}C}}\ Pd_{2}Sc}}}

## Физические свойства
Дипалладийскандий образует кристаллы
кубической сингонии,
пространственная группа F d3m,
параметры ячейки a = 0,3963 нм
структура типа магнийдимеди Cu2Mg
.
Соединение образуется по перитектической реакции при температуре 1430°C.